# Merodon cinereus
Merodon cinereus är en tvåvingeart som först beskrevs av Fabricius 1794.  Merodon cinereus ingår i släktet narcissblomflugor, och familjen blomflugor.
Artens utbredningsområde är Italien. Inga underarter finns listade i Catalogue of Life.